# 小行星2651
小行星2651（2651 Karen）是一颗围绕太阳公转的小行星。1949年8月28日，歐內斯特·倫納德·詹森在约翰内斯堡发现了此天体。
該小行星以F·N·鮑曼（F. N. Bowman）的姻親凱倫·S·梅耶（Karen S. Mayer）和朋友凱倫·S·弗蘭茨（Karen S. Franz）命名。
这颗小行星的绝对星等为276.6408323869831等。